# Jacobus Gallus Carniolus

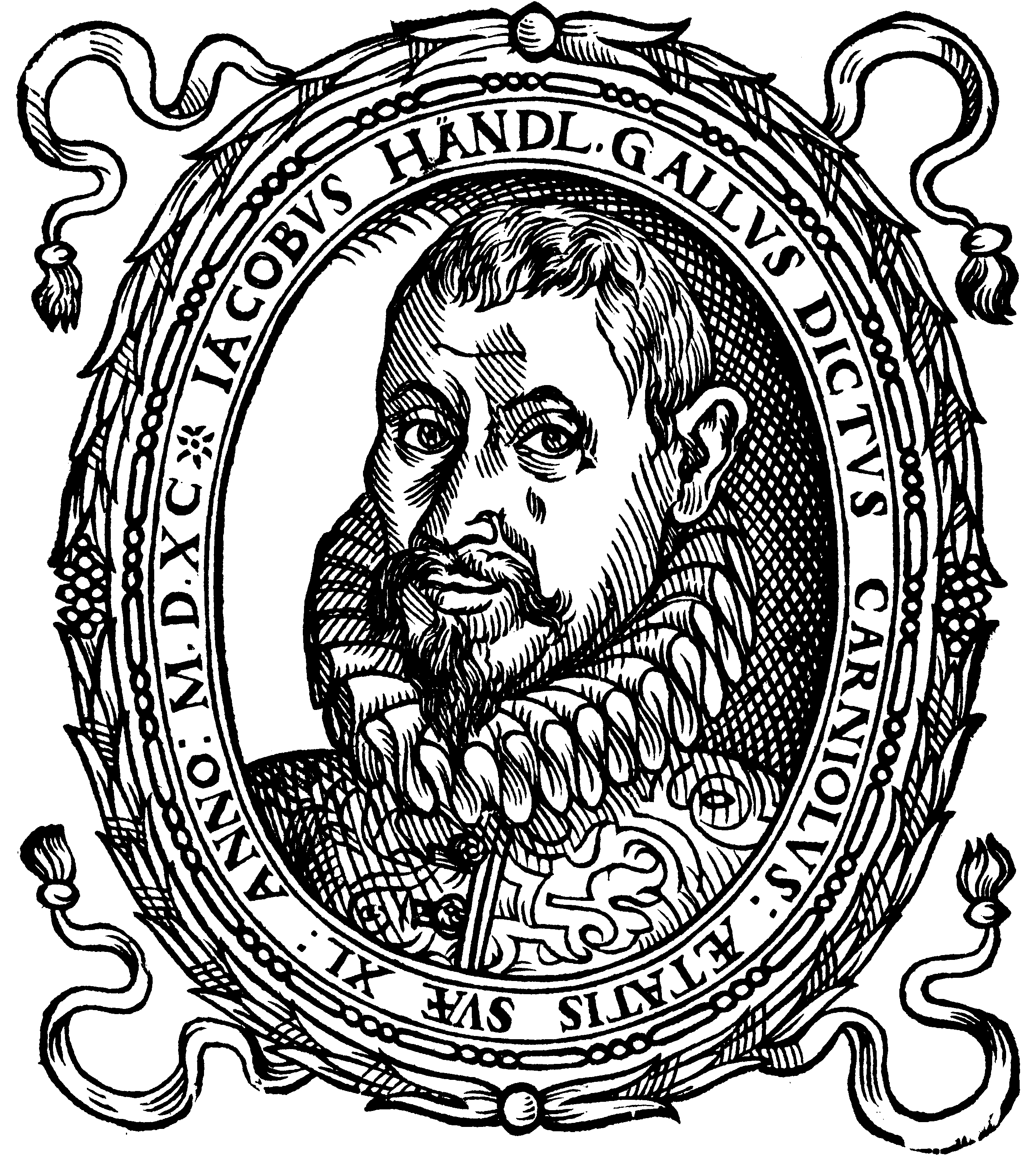
Retraro de Jacobus Gallus Carniolus de 1916

Jacobus Gallus Carniolus (Jacob Handl o Jacob Handl-Gallus; nacido como Jacob Petelin; Reifnitz, Carniola —actual Ribnica, Eslovenia—, 3 de julio de 1550-Praga; 18 de julio de 1591) fue un compositor checo del Renacimiento de origen esloveno.

## Biografía
Usaba la forma latina de su nombre (Petelin significa 'gallo' en esloveno), al que le agregaba el adjetivo Carniolus, referido a su lugar de nacimiento.
Dejó Eslovenia en su juventud y como monje viajó por Austria, Bohemia, Moravia y Silesia. Por un tiempo vivió en Melk Abbey (Austria). Fue un miembro de la capilla de la Corte Vienesa en 1574, y el director de coro (Kapellmeister) para el obispo de Olomouc (Moravia) entre 1579 (o 1580) y 1585. Desde 1585 hasta su muerte trabajó como organista en Praga para la Iglesia Jana na Zábradlí. Murió a los 41 años de edad.
Su trabajo más notable fue la sexta parte de Opus musicum (1577), una colección de 374 motetes que cubrían las necesidades litúrgicas del año eclesiástico entero. Los motetes fueron impresos en la imprenta Jiří Nigrin en Praga.
Su estilo vasto, ecléctico, mezcló arcaísmos y modernidad. Con poca frecuencia usó la técnica de canto firme, prefiriendo la manera policoral veneciana; igualmente también usaba métodos más antiguos.
Sus ediciones seculares, cerca de 100 trozos cortos, fueron publicados en las colecciones de Harmoniae morales (Praga, 1589 y 1590) y Morales (Núremberg, 1596).